# 库利亚尔维加
库利亚尔维加（西班牙語：Cúllar Vega）是西班牙安达卢西亚自治区格拉纳达省的一个市镇。总面积4平方公里，总人口4707人（2001年），人口密度1177人/平方公里。